# Incognito LiveCD
Incognito – dystrybucja Linuksa oparta na Gentoo Linux. Ta dystrybucja może być stosowana jako Live CD lub Live USB, a jej główną cechą jest domyślne włączenie narzędzi zapewniających anonimowość i bezpieczeństwo, takich jak Tor. Kontynuacją tego projektu jest TAILS.

## Nazwa
Słowo incognito będące nazwą dystrybucji oznacza sytuację, kiedy osoba występuje nie ujawniając swojej tożsamości, bądź z tożsamością zatajoną, nie dając się przy tym rozpoznać.

## Historia
| Numer wersji        | Data wydania     |
| ------------------- | ---------------- |
| 20080109.1          | 26 stycznia 2008 |
| 2008.1              | 2 sierpnia 2008  |
| 2008.1 (revision-1) | 5 sierpnia 2008  |

## Narzędzia anonimowości i bezpieczeństwa
- Tor do anonimowego przeglądania Internetu.
- TrueCrypt, narzędzia szyfrowania plików/partycji (nie jest włączone domyślnie w tej dystrybucji).
- Enigmail, rozszerzenie zabezpieczeń dla Thunderbirda.
- Torbutton, wtyczka do Firefoksa poprawiająca anonimowość Tora w tej przeglądarce.
- FireGPG, wtyczka do Firefoksa pozwalająca używać GnuPG w Webmailu.
- GnuPG, wdrażanie szyfrowania OpenPGP.
- KeePassX, menedżer haseł.